# Café Imperial (Prag)

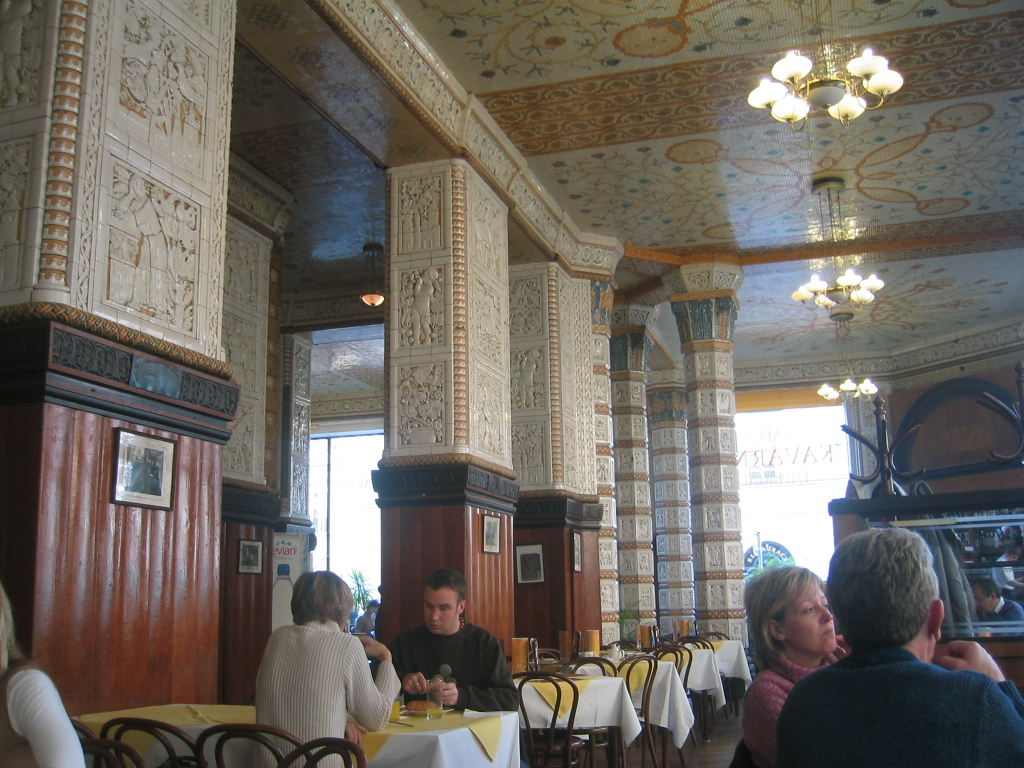
Innenraum Café Imperial

Das Café Imperial in Prag ist ein prunkvoll gestaltetes Jugendstilcafé in der Prager Neustadt, Na Poříčí 15 (deutsch Am Poritsch), in der Nähe des Náměstí Republiky (Platz der Republik). In den ersten Jahrzehnten des 20. Jahrhunderts war es ein beliebter Treffpunkt der politischen, literarischen und künstlerischen Elite Prags.

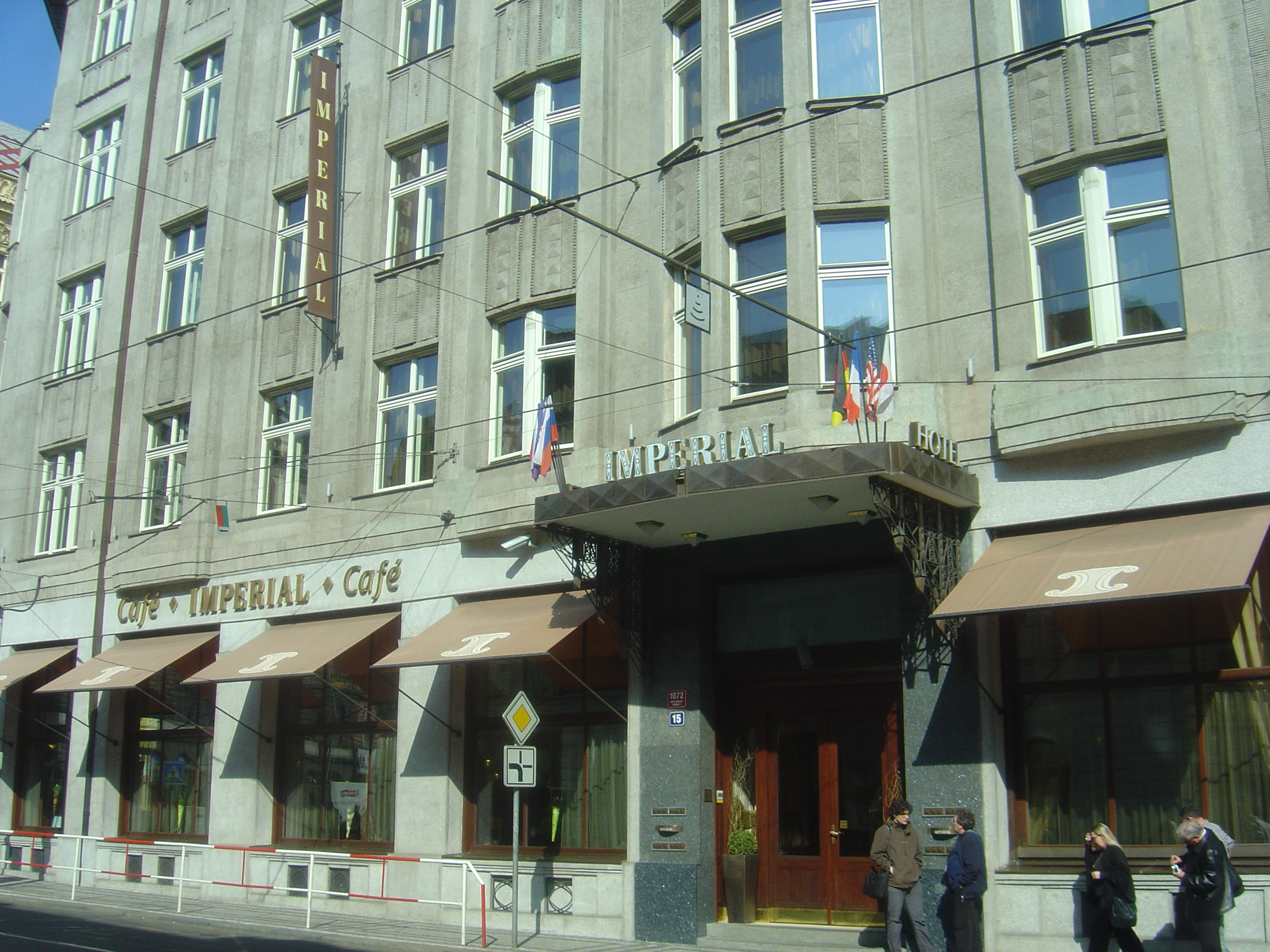
Café (links) und Eingang zum Hotel Imperial (rechts)

Das Hotel Imperial, in dem sich das Kaffeehaus befindet, wurde 1913–1914 erbaut. Die Gestaltung im Stil des Art déco stammt vom Architekten Jaroslav Benedikt. Die luxuriöse Innenausstattung wurde von Jan Beneš entworfen und durch plastische Kreationen von Josef Drahoňovský ergänzt.
Das Äußere des Gebäudes ist im geometrischen Art-déco-Stil mit verschiedenen kubistischen Elementen gestaltet, während das Innere mit Dekorationen des späten Jugendstils versehen ist. Der Eingang mit farbigen Keramikfliesen an den Wänden und der Mosaikdecke sowie Blumen- und Tierdekorationen spiegelt die Inspiration der ägyptischen und mediterranen Kultur sowie der orientalischen und maurischen Kunst wider.
Während der deutschen Besetzung im Zweiten Weltkrieg war das Imperial ein beliebter Treffpunkt deutscher Wehrmachtsangehöriger. Nach dem Februarumsturz 1948 wurde es bis in die 1980er Jahre weiterbetrieben. Nach der Samtenen Revolution erhielt es nach einer Restaurierungsphase 2005–2007 wieder seine einstige architektonische und künstlerische Form.

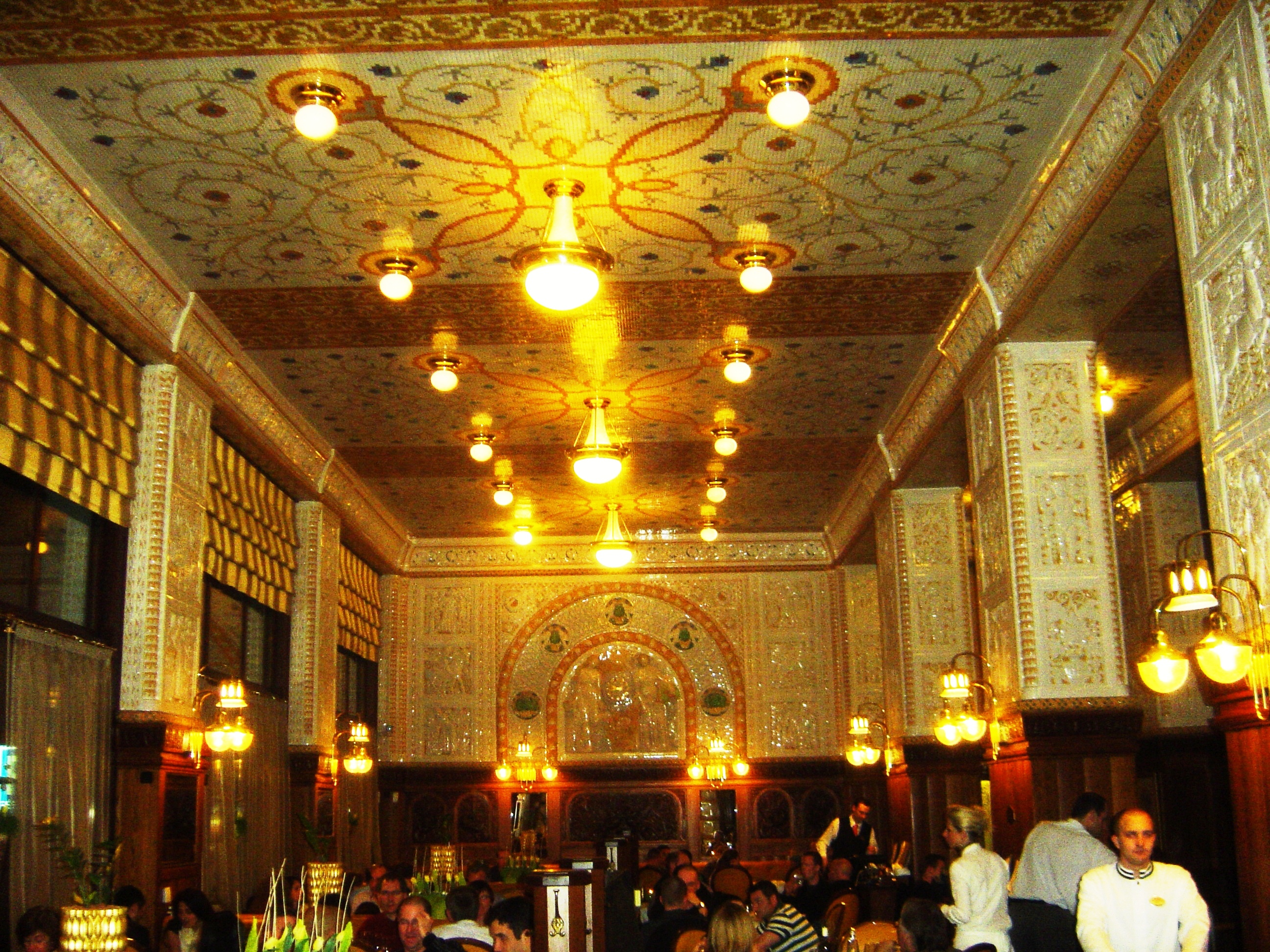
Innenraum
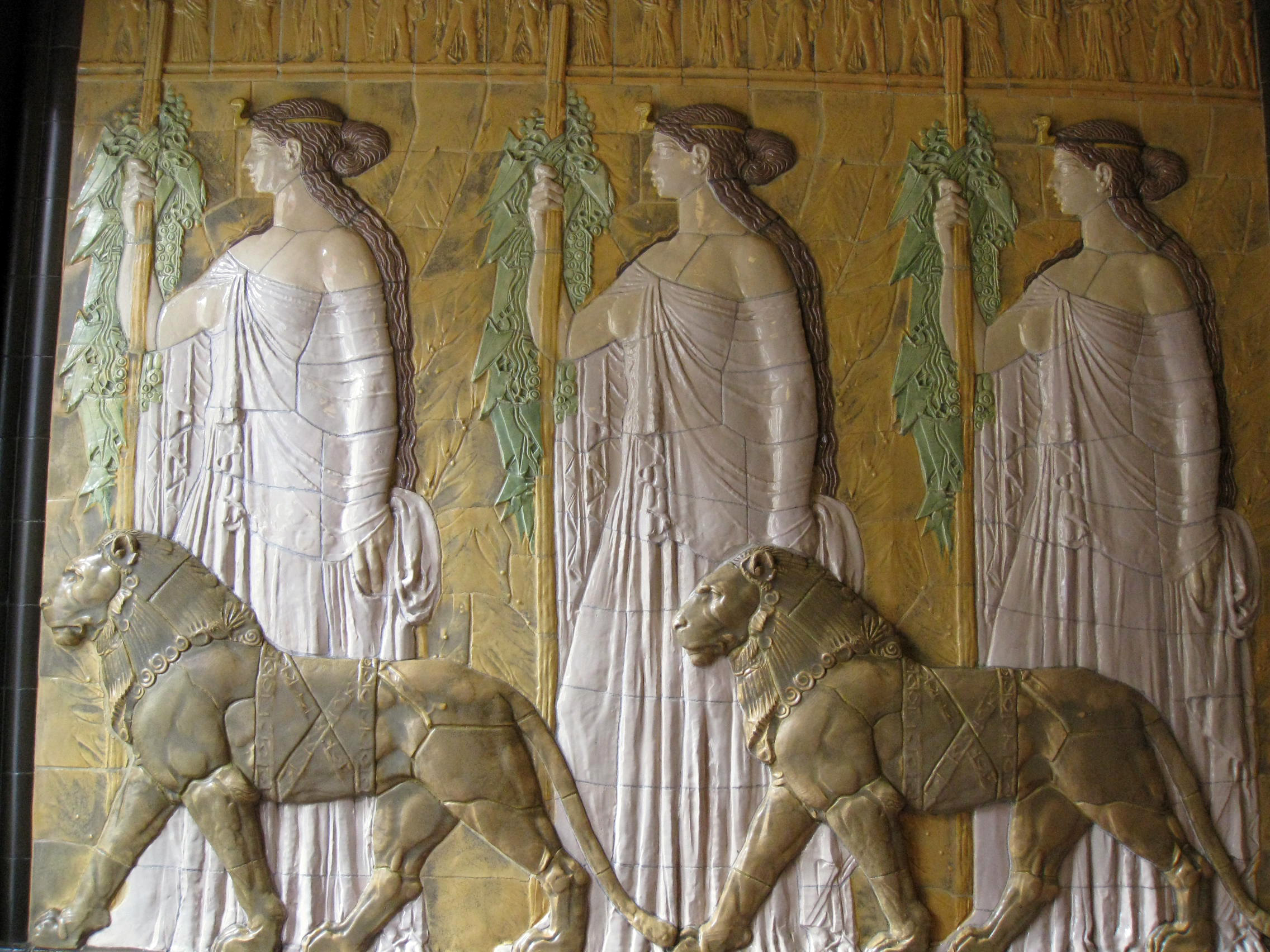
Keramik
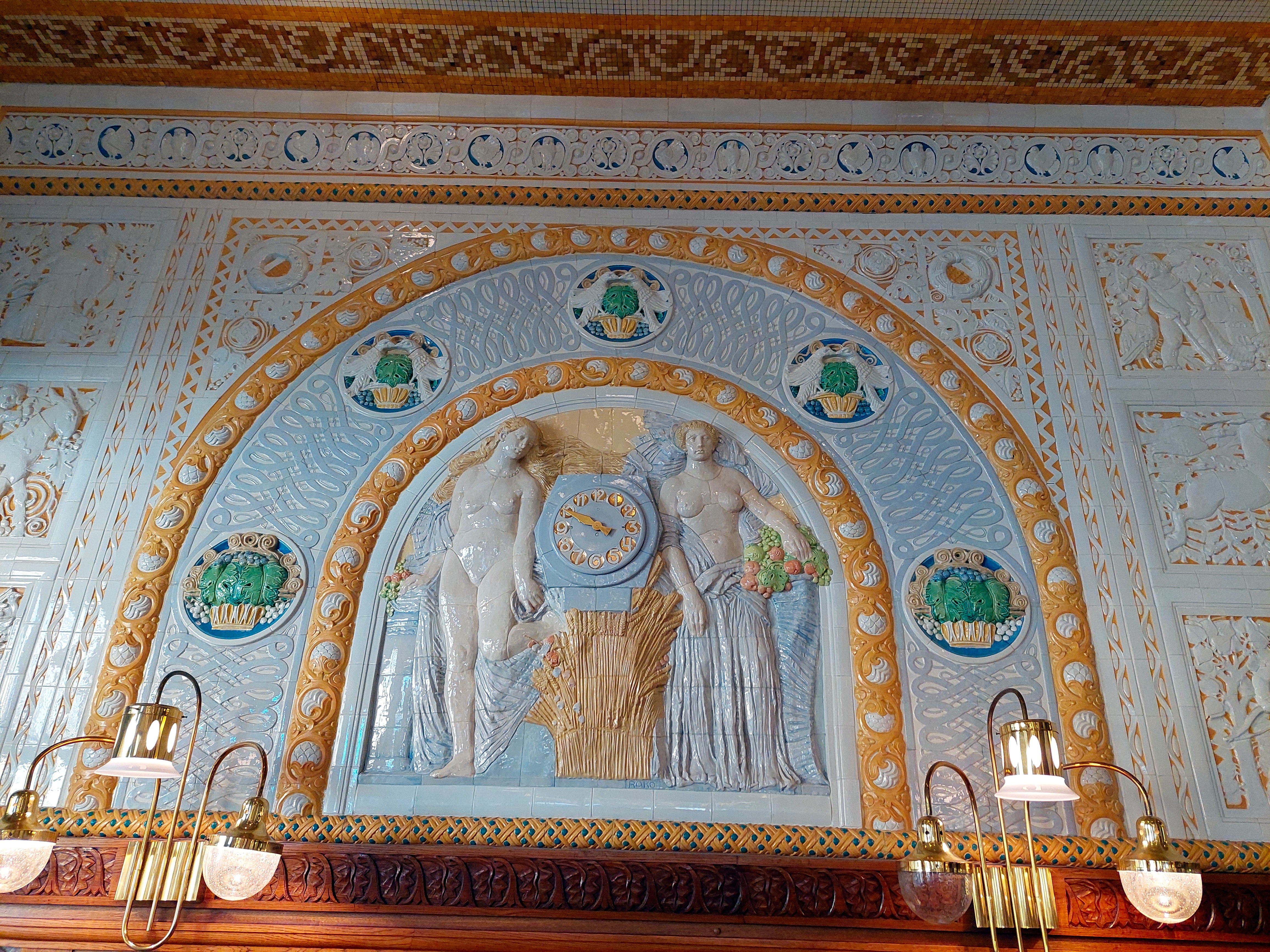
Keramik
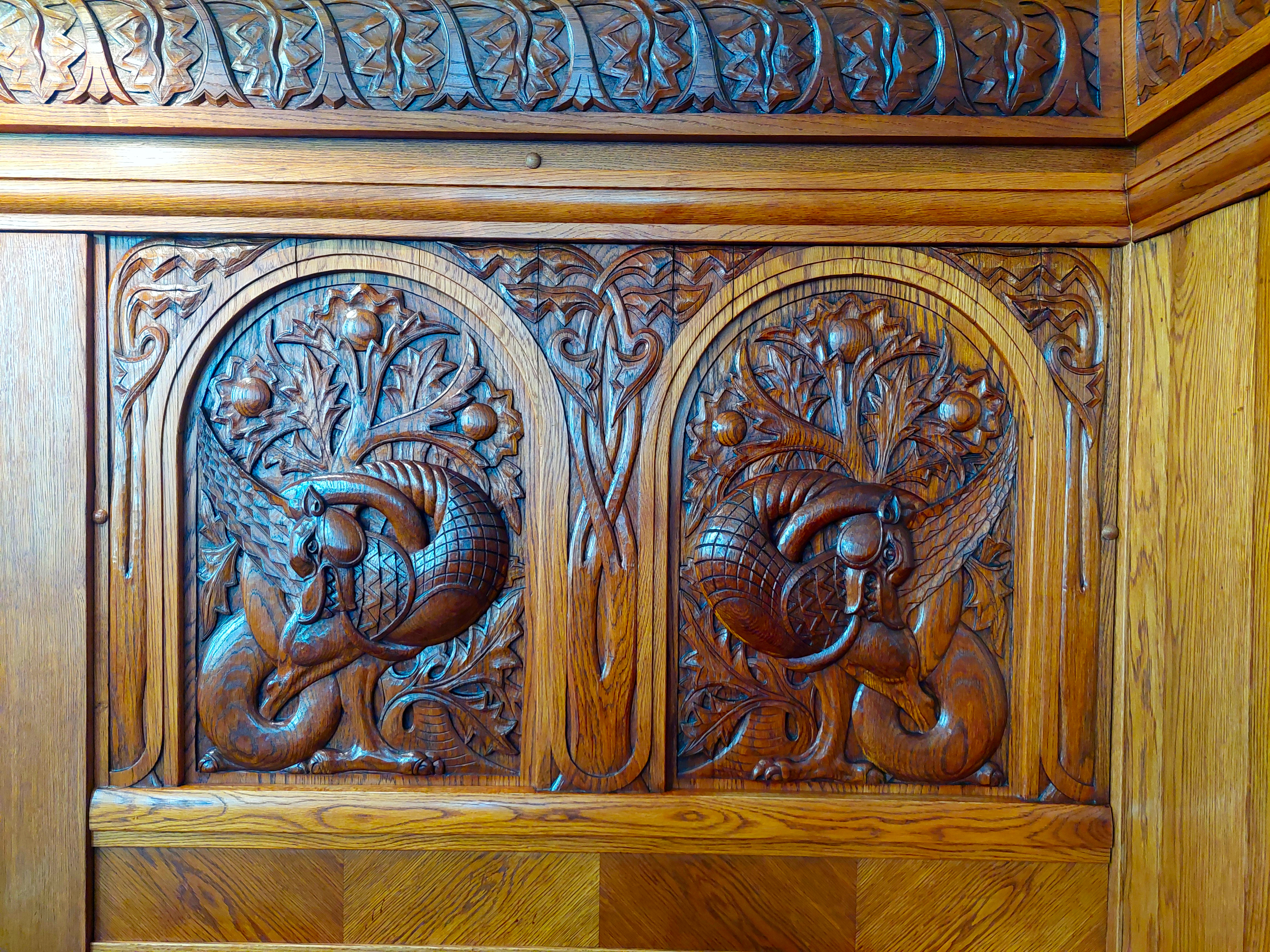
Schnitzwerk